# (2796) Kron
(2796) Kron (1980 EC; 1976 HL) ist ein ungefähr neun Kilometer großer Asteroid des mittleren Hauptgürtels, der am 13. März 1980 vom US-amerikanischen Astronomen Edward L. G. Bowell am Lowell-Observatorium, Anderson Mesa Station (Anderson Mesa) in der Nähe von Flagstaff, Arizona (IAU-Code 688) entdeckt wurde. Er gehört zur Eunomia-Familie, einer Gruppe von Asteroiden, die nach (15) Eunomia benannt ist.

## Benennung
(2796) Kron wurde nach dem US-amerikanischen Astronomen Gerald Kron (1913–2012) benannt, der von 1938 bis 1965 Mitarbeiter am Lick-Observatorium (IAU-Code 662) und Direktor des United States Naval Observatory (Flagstaff Station, IAU-Code 689) von 1965 bis 1973 war. Als Pionier der astronomischen Photometrie veröffentlichte er eine große Menge hochpräziser photometrischer Messungen von Sternen, Galaxienhaufen und Galaxien.